# Michal Maximilián Scheer
Michal Maximilián Scheer (7. ledna 1902, Považská Bystrica – 9. února 2000, Nitra) byl slovenský architekt. Patří mezi významné slovenské architekty moderní architektury, tvořící v duchu funkcionalismu.

## Život
Michal Maximilián Scheer se narodil 7. ledna 1902 v Považské Bystrici v početné rodině jako poslední z jedenácti dětí.

### Studium
Od roku 1912 studoval na maďarské královské vyšší reálce v Žilině. V roce 1919 maturoval na Československém státním reálném gymnáziu Jána Palárika v Žilině. Poté, v letech 1919 až 1925 studoval pozemní stavitelství a architekturu na Německé vysoké škole technické v Brně.

## Dílo
V roce 1925 přišel do Žiliny, kde mu příznivá situace v rámci rozvoje města poskytla mnoho příležitostí realizovat se. Postavil zde několik vil, bytových domů, administrativních budov a škol. Za jeho nejvýznamnější dílo je považován „Finančný palác“, který byl postaven na úzkém pozemku. V polovině třicátých let se Michal Maximilián Scheer, stejně jako Peter Behrens, zúčastnil soutěže návrhu žilinské synagogy. Při té příležitosti Scheer pozval do Žiliny i nadějného studenta Ferdinanda Čapku, ten se ovšem podílel na vítězném návrhu Petra Behrense.
Během druhé světové války se jeho tvorba přesunula do Ružomberku, kde navrhl komplex Slovenských papíren (tovární haly, administrativní budovu a budovu hlavního vstupu). Po návratu do Žiliny v roce 1948 založil Krajský architektonický ateliér – Stavoprojekt a stal se jeho ředitelem. Po vykonstruovaném obvinění byl zbaven funkce a krátce vězněn. Poté, v roce 1953, odešel do Nitry. Navrhl první územní plán Nitry (1958) a několik obytných souborů. Podle jeho projektu bylo postaveno sídliště „Chrenová I.“, které je zapsáno do urbanisticko-architektonické knihy UNESCO.
V roce 2012 mu Zbor Žilincov, město Žilina a Spolek architektů Slovenska umístil pamětní desku na dům v Národní ulici v Žilině.

## Vybraná díla
- Žilina
  - rodinný dům, Daxnerova ulice (1927)
  - Finanční palác, Žilina (1930–1931)
  - Rodinné domy v žilinské kolonii Svojdomov (1928–1932)
  - Pavlačový dům římskokatolické fary v Žilině (1931)
  - salesiánský ústav s kostelem (1937–1938)
- Ružomberok
  - komplex „Slovenských papierní“ (1943)
  - soubor obytných domov „Supravily“ (1942 – 1947)
- Nitra
  - územní plán města Nitra (1958)
  - urbanistické soubory „Predmostie“ (1956 – 1959)
  - „Párovce“ (1956 – 1963)
  - „Chrenova I.“ (1962)
- Český Těšín
  - kavárna „Avion“

## Ocenění
- 1965: Cena Dušana Jurkoviče za solitérní obytný dům v Nitře
- 1967: Vyznamenání Za zásluhy o výstavbu od prezidenta ČSSR
- 1992: Cena Emila Belluši za celoživotní dílo
- 1994: čestné občanství města Nitra